# Roberto Mercadini
Roberto Mercadini (Cesena, 15 febbraio 1978) è un drammaturgo, scrittore, poeta e youtuber italiano.

## Biografia
Roberto Mercadini è nato a Cesena nel 1978. Vive a Sala, frazione del comune di Cesenatico. Nel 2003 ha conseguito la laurea in ingegneria elettronica presso la sede di Cesena dell'Università di Bologna. Successivamente, ha lavorato per 10 anni come ingegnere informatico in un'azienda di Gatteo a Mare. Nel 2015 ha interrotto il lavoro informatico per dedicarsi esclusivamente all'attività teatrale di monologhista, autore e poeta, perseguita con passione sin dall'adolescenza. Si è definito "poeta parlante", interessato al legame fra scrittura e oralità e a trovare mezzi alternativi per la diffusione e la fruizione della poesia, ma negli ultimi anni ritiene che questa definizione «abbia fatto il suo tempo», in quanto diversi poeti oggi si dedicano all'oralità.
Ha scritto e interpretato più di venti monologhi, che spaziano dalla Bibbia ebraica all’origine della filosofia, dall'evoluzionismo alla felicità. È inoltre cofondatore dell'associazione culturale Mikrà, che si occupa di organizzare e produrre spettacoli teatrali, letture di poesia, corsi, workshop e conferenze, con lo scopo prefissato di valorizzare l'oralità nelle sue varie forme. Si dedica da tempo allo studio dell'ebraico biblico e collabora, fra gli altri, con il museo ebraico di Bologna. Parallelamente all'attività teatrale, dal 2009 cura un canale sulla piattaforma web YouTube dove riprende l'attività narrativa e poetica.
Nel 2018 pubblica il libro Storia perfetta dell'errore, edito da Rizzoli, che giunge alla prima ristampa dopo poco più di un mese dalla data d’uscita e che viene riedito nella Biblioteca Universale Rizzoli. Nel 2019, in occasione del 500º anniversario della morte di Leonardo da Vinci, il Teatro Stabile d'Abruzzo produce lo spettacolo Vita di Leonardo - L'avventura di vedere davvero, un monologo interpretato da Mercadini che racconta la vita e le opere del grande artista e scienziato.
Nel giugno 2020 viene pubblicato il secondo libro edito da Rizzoli, intitolato Bomba atomica. Quest'ultimo viene proclamato in data 11 dicembre 2021 vincitore del torneo letterario di Robinson, inserto culturale del quotidiano La Repubblica, aggiudicandosi il titolo di miglior libro del 2020. Nell'ottobre 2020 è la voce narrante del VOD L'Eneide - Volumi 1 e 2 edito da Poliniani, una lettura dei primi due libri del poema virgiliano in streaming on demand. Sempre nel 2020 pubblica per Audible il podcast Parole Preziose, con la collaborazione di Riccardo Dal Ferro.
Nel 2022 viene pubblicato il terzo libro edito da Rizzoli, intitolato L'ingegno e le tenebre e tradotto in seguito in francese e arabo. Sempre nel 2022 pubblica un secondo podcast su Audible intitolato Il giro della fisica in 12 mondi, con la collaborazione di Davide De Biasio. Dal 12 gennaio 2023 è ospite fisso della trasmissione Splendida cornice su Rai 3.
Il 6 giugno 2023 viene pubblicato il quarto libro edito da Rizzoli, intitolato La donna che rise di Dio. E altre storie della Bibbia. Nel giugno 2023 vince il Premio Rubicone della città di Savignano sul Rubicone.
Nel dicembre 2024 è stato insignito del Premio Malatesta Novello, destinato ai cesenati distintisi per la loro attività.
Oltre ai suddetti, Mercadini ha pubblicato altri libri (a seguire elencati) con case editrici meno note.

## Opere

### Narrativa
- Storia perfetta dell'errore, collana BUR best BUR, Rizzoli, 2018, ISBN 978-88-1714-350-9.
- Bomba atomica, collana BUR Narrativa, Rizzoli, 2020, ISBN 978-88-1714-734-7.
- L'ingegno e le tenebre, collana Rizzoli narrativa, Rizzoli, 2022, ISBN 978-88-1716-171-8.
- La donna che rise di Dio. E altre storie della Bibbia, collana BUR Narrativa, Rizzoli, 2023, ISBN 978-88-1718-657-5.

### Saggistica
- Rapsodie romagnole, collana Romandíola, Cesena, Il Ponte Vecchio, 2013, ISBN 978-88-6541-414-9.
- Io non scrivo mai niente, collana Le sagome, prefazione di Guido Catalano, Milano, Sagoma, 2016, ISBN 978-88-6506-068-1.
- I misteri di Cesena, collana Vicus, Cesena, Il Ponte Vecchio, 2016, ISBN 978-88-6541-611-2.

### Poesia
- Madrigali per surfisti estatici, Cesena, Il Ponte Vecchio, 2011, ISBN 978-88-6541-149-0.
- Sull'origine della luce è buio pesto, collana Golem, Torino, Miraggi Edizioni, 2016, ISBN 978-88-9691-099-3.

### Monologhi
- Fuoco nero su fuoco bianco. Racconto tentacolare dalla Bibbia ebraica
- Se fossi la tua ombra mi allungherei a mezzogiorno. Storia perfetta dell'errore
- Felicità for dummies. Felicità per negati
- La bellezza delle parole. Storie che parlano del parlarsi
- Little boy. Storia incredibile e vera della bomba atomica
- Dobbiamo un gallo ad Asclepio. Monologo sull’origine della filosofia
- Orlando Furioso
- La più strana delle meraviglie. Monologo da e su Shakespeare
- Moby Dick. Sebbene molti abbiano tentato
- La più selvaggia sete, la più selvaggia fame. Monologo sulla Resistenza partigiana
- Dante. Più nobile è il volgare
- Noi siamo il suolo, noi siamo la terra. Monologo per una cittadinanza planetaria[27]
- Quando passa il futuro? Monologo sull'innovazione tecnologica
- L'umanità che (ci) avanza
- Odissee anonime. Monologo sull'integrazione
- L'arte di rinascere. Monologo sulle disabilità acquisite
- A chi dimentica. Monologo sull’Alzheimer
- La regola dell'eccezione. Monologo su adolescenza, bullismo e dipendenze
- Vita di Leonardo (2019)[28]
- Il rumore della necessità (2022)[29]
- Leonardo e Michelangelo (2022)
- I papi dimenticati da Dio. Storia di Pio VI e Pio VII (2024)

### Altre narrazioni
- Garibaldi il marinaio. Vita ondivaga dell'eroe dei due mondi
- Come educare alla tempesta. Vita e mente di Giuseppe Mazzini
- Affabulazioni botaniche. Storia dell'umanità attraverso le piante. E viceversa
- Diversamente disabili. Storie e pensieri sulla disabilità
- L. Il caotico viaggio di Leonardo da Vinci in Romagna
- Rapsodie romagnole. Strane storie della mia terra
- Sogghigni. Antologia cabarettistica

### Podcast
- Parole Preziose, con Riccardo dal Ferro, 2020
- Il giro della fisica in 12 mondi, con Davide De Biasio, 2022

### Video on demand
- Publio Virgilio Marone, L'Eneide - Libri 1 e 2, traduzione poetica di Antonello Fabio Caterino, Verona, Poliniani, 2020 (narratore)

## Discografia

### Album
- 2010 – Melangolo – con Formazione Minima

## Programmi TV
- Splendida cornice (Rai 3, 2023-in corso) Ospite fisso

## Riconoscimenti
- 2021: Vincitore del torneo letterario di Robinson 2020 per Bomba atomica
- 2023: Premio Rubicone
- 2024: Premio Malatesta Novello